# Marko Hübenbecker
Marko Hübenbecker (ur. 14 czerwca 1986 w Erfurcie) – niemiecki bobsleista, trzykrotny medalista mistrzostw świata.

## Kariera
Pierwszy sukces w karierze osiągnął w 2012 roku, kiedy wspólnie z Manuelem Machatą, Andreasem Bredau i Christianem Poserem wywalczył brązowy medal w czwórkach na mistrzostwach świata w Lake Placid. Podczas rozgrywanych rok później mistrzostw świata w St. Moritz reprezentacja Niemiec w składzie: Maximilian Arndt, Marko Hübenbecker, Alexander Rödiger i Martin Putze zdobyła złoty medal w tej samej konkurencji. Ponadto razem z Nico Waltherem, Bredau i Poserem zajął drugie miejsce na mistrzostwach świata w Winterbergu w 2015 roku. W 2014 roku wystąpił na igrzyskach olimpijskich w Soczi, gdzie jego osada zajęła szóstą pozycję w czwórkach.